# Zelów
Zelów [ˈzɛluf] (deutsch Zelow, 1943–1945 Sellau) ist eine Stadt in der Woiwodschaft Łódź in Polen. Sie ist Sitz der gleichnamigen Stadt-und-Land-Gemeinde mit 14.876 Einwohnern (Stand 31. Dezember 2020).

## Geografie
Die Stadt liegt etwa 50 Kilometer südlich der Woiwodschaftshauptstadt Łódź.

## Geschichte

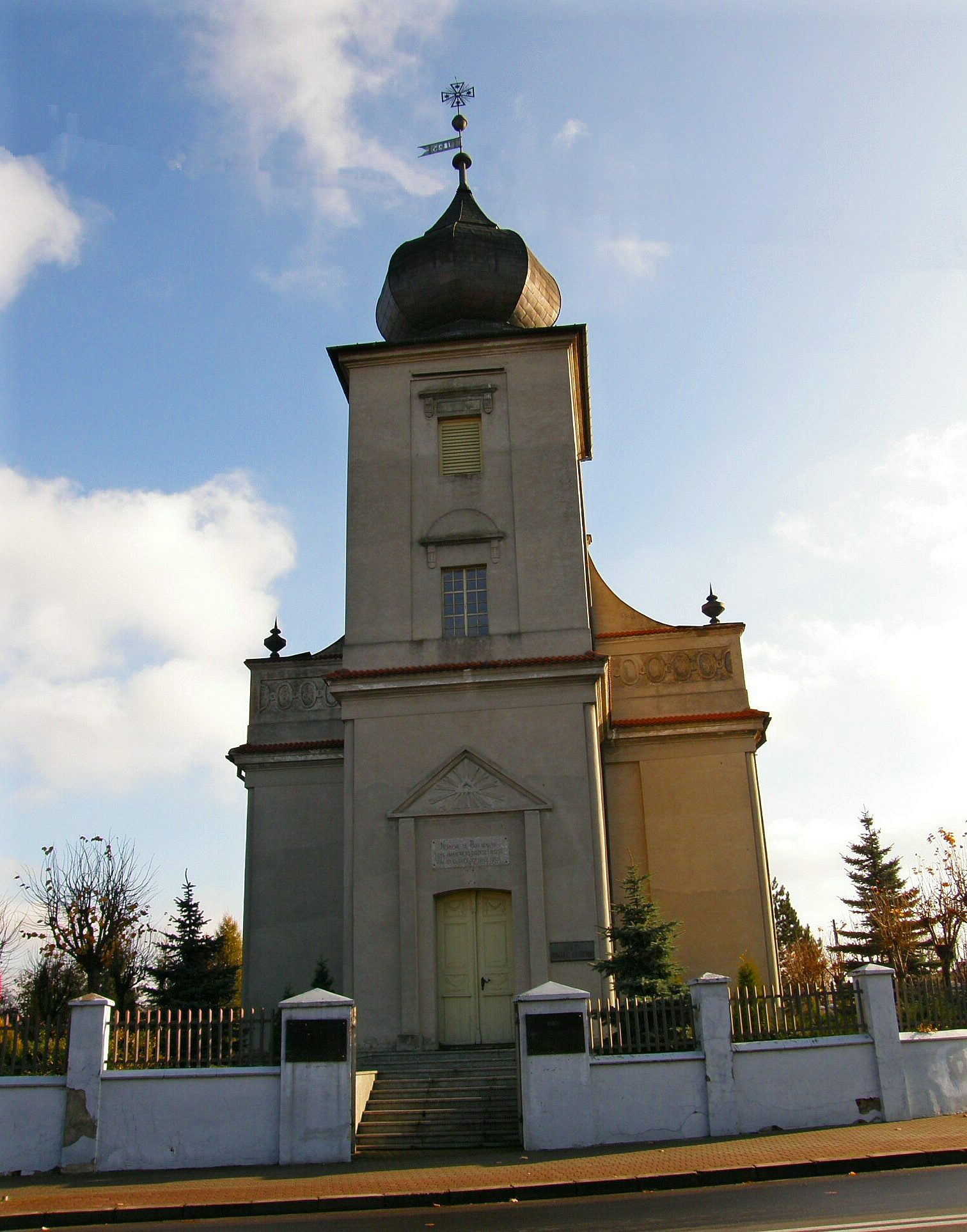
Kirche der Böhmischen Brüder aus 1828

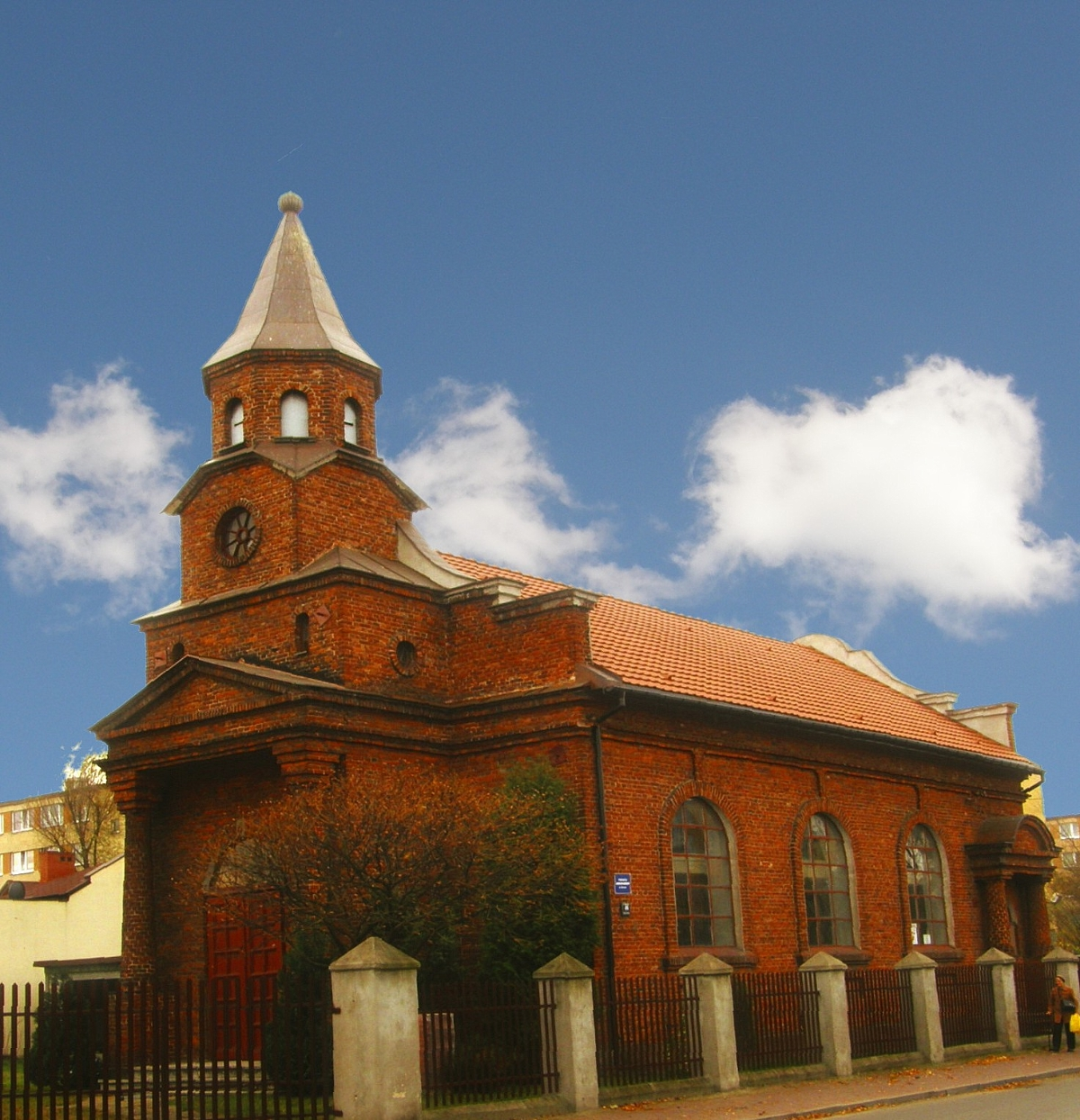
Ehemalige lutherische Kirche aus 1934

Die erste feste Siedlung an der Stelle des heutigen Zelów stammt aus dem 13. Jahrhundert. Die erste urkundliche Erwähnung des Ortes stammt Szelyów aus dem Jahr 1402. 1412 wurde das Dorf mit dem Namen Szelena erwähnt, später Zeliów. Während der Dritten Teilung Polens wurde Zelów 1795 Teil Preußens. Am 21. Dezember 1802 erwarben um 100 tschechischsprachige Familien der Nachgeborenen der Böhmischen Brüder, die nach der Schlacht am Weißen Berg nach Schlesien (besonders nach dem Ersten Schlesischen Krieg) ausgewandert waren, das Gut und dominierten im Ort für über 100 Jahre. Mit der Entstehung des Herzogtums Warschau wurde Zelów Teil desselben und 1815 Teil Kongresspolens. Insgesamt lebten damals in Zelów und in der Umgebung (Pożdżenice, Nowa Wola, Ignaców, Weronika, Faustynów, Józefatów, Petronelów, Bujny Szlacheckie) ca. 4000 Tschechen. Die Protestanten wurden formell an die evangelisch-reformierte Kirche angeschlossen. 1817 wurde Jan Fabry aus Ungarn zum ersten Pastor. In der zweiten Hälfte des 19. Jahrhunderts stieg die Zahl der anderen Ethnien: Polen, Deutsche, Juden. Nach der Ankunft von Karol Kulhavy entwickelte sich in Faustynów, Pożdżenice und Zelów der Baptismus. An der Wende des 20. Jahrhunderts stieg die Bedeutung des Katholizismus sowie spaltete sich die reformierte Gemeinde zwischen Freien Evangelisch-Reformierten Kirche, Böhmischen und Herrnhuter Brüdergemeine, sowie Methodisten. Damals gab es in Zelów um 2200 Tschechen (außerdem um 800 in der Umgebung), 800 Juden, 500 Polen und 90 Deutsche.
Mit Ende des Ersten Weltkrieges wurde Zelów Teil Polens. Gleichzeitig zogen einige hundert der Tschechen in die Tschechoslowakei, jedoch blieb Zelów nach den Wolhynientschechen die zweitgrößte tschechische Gesellschaft Polens. Viel mehr der Tschechen wanderten nach dem Zweiten Weltkrieg in die Tschechoslowakei aus. Das Stadtrecht erhielt Zelów 1957, drei Jahre, nachdem es als Siedlung städtischen Typs anerkannt wurde. 1970 errichtete der Staatsbetrieb Farna Betriebe zur Baumwollverarbeitung im Ort, welche zu den größten Europas wurden.
1976 wurden die Stadt und die Gemeinde zu einer Verwaltungseinheit zusammengefasst.
Am 11. März 1998 wurde Zelów von Václav Havel besucht. Zelów bleibt als das wichtigste Zentrum der tschechischen Minderheit Polens (im Jahr 2011 2831 Personen in ganz Polen) sowie der Evangelisch-Reformierten Kirche in Polen (Zelów ist mit um 500 Mitgliedern die größte der 8 Pfarreien dieser Kirche). Außer Zelów leben die Tschechen in der Gemeinde Zelów noch in Ignaców und Zelówek.

### Wappen
Das Wappen erhielt Zelów am 21. Juli 1973.

### Städtepartnerschaften
Seit 1993 gibt es eine Städtepartnerschaft zur Stadt Neuenhaus.

### Religionen
In Zelów befindet sich heute die größte evangelisch-reformierte Gemeinde Polens mit 500 Mitgliedern.
In der Gemeinde gibt es den einzigen Handglockenchor in Polen.

## Gemeinde
Zur Stadt-und-Land-Gemeinde (gmina miejsko-wiejska) Zelów gehören die Stadt selbst und 35 Dörfer mit Schulzenämtern.

## Kultur und Sehenswürdigkeiten

### Museen
Es gibt ein kleines Geschichtsmuseum in der evangelischen Kirche, über das Václav Havel die Schirmherrschaft übernahm.

### Bauwerke
- die katholische Kirche
- die Baptisten-Kirche
- die klassizistische Kirche der Böhmischen Brüder von 1828, die 1971 restauriert wurde
- das hölzerne Weberhaus aus dem 19. Jahrhundert.

## Persönlichkeiten
- Shmuel Baruch Taube (1914–2008), polnisch-israelischer Kantor